# Nichts als Ärger mit den Männern
Nichts als Ärger mit den Männern ist eine deutsche Fernseh-Komödie aus dem Jahr 2009.

## Handlung
Die Musikerin Katharina Schneider hat gerade ihr Musikstudium abgebrochen. Mit Gelegenheitsjobs wie als Chorleiterin eines Seniorenstifts oder Pianistin in einer Band kann sie gerade so genug Geld verdienen. Ihr unstetes Leben gefällt ihrem Vater Hubert überhaupt nicht. Permanent lässt er sie spüren, wie wenig er davon hält. Das führt zu ständigen Streitereien zwischen den beiden. Das und ihre Perspektivlosigkeit kratzen arg an dem Selbstbewusstsein der jungen Frau. Als Hubert dann auch noch einen Herzinfarkt erleidet, muss sie dessen hochverschuldete Catering-Firma übernehmen. Katharina bleiben lediglich drei Wochen Zeit, um die finanzielle Situation zu verbessern. Um das Insolvenzverfahren zu vermeiden, stellt die Gläubigerbank den etwas überkorrekten Juristen Ben Hallbauer an ihre Seite. Doch statt ihr zu helfen, soll er die Notbremse ziehen und den Traditionsbetrieb schließen, falls es nötig wird.
Das wiederum weckt Katharinas Ehrgeiz, die es mit viel Improvisationstalent und ihren Freunden, darunter ihrem schwulen Mitbewohner Jochen, dessen Freund Bruno und der Sekretärin Christa sowie Frau Wegener aus dem Seniorenstift, schafft, die ersten kleineren Aufträge an Land zu ziehen. So viel Unternehmertum beeindruckt Ben. Er wird lockerer und zwischen ihm und Katharina entwickeln sich die ersten Gefühle. Doch er verbirgt auch ein Geheimnis. Er ist mit der Anwaltstochter Betty liiert. Deren Vater ist Anwalt und verteidigt ausgerechnet den ärgsten Konkurrenten von Katharinas Firma. Die Caterin Sophie Linzer, eine arrogante Schickeria-Diva, hat nur einen Wunsch: Katharina zu ruinieren.

## Hintergrund
Der Film wurde unter dem Arbeitstitel Salz in der Suppe vom 13. November bis 13. Dezember 2007 in München und Umgebung gedreht. Die Erstausstrahlung war am 13. Februar 2009 in der ARD. Dabei wurde der Film von 3,46 Mio. Zuschauern gesehen, was einem Marktanteil von etwa 10,9 Prozent entsprach.

## Kritiken
„Unterhaltsame (Fernseh-)Liebes- und Verwechslungskomödie nach gängigen Erzählmustern.“

„Mit Komödien […] hat Regisseur Matthias Steurer bewiesen, dass er durchaus ein Händchen für spaßige Unterhaltung besitzt. Hier nahm er sich einer Drehbuchvorlage von Elizabeth Blonzen und Anian Zollner an. […] Ihre Vorlage kommt zwar durchaus charmant daher, wurde so – junge Frau muss ihr Leben in den Griff bekommen – oder ähnlich aber schon des Öfteren erzählt.“